# ミハイ・ラコヴィッツァ

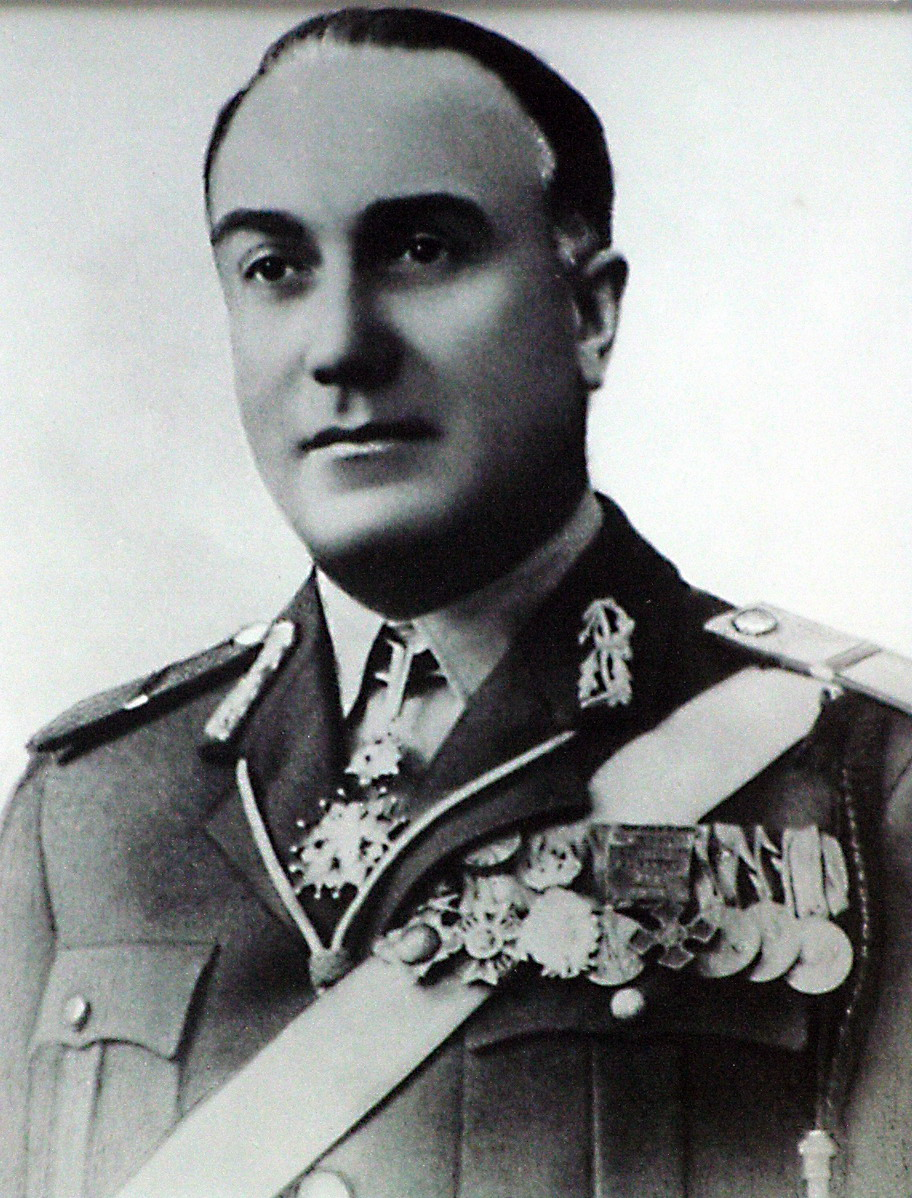
ミハイ・ラコヴィッツァ

イオアン・ミハイル・ラコヴィツァ（Ioan Mihail Racoviţă、1889年5月7日 - 1954年）は、ルーマニア王国の軍人。騎兵中将。

## 生涯
ブカレスト出身。第一次世界大戦に従軍。
1941年1月、第3軍司令官ペトレ・ドゥミトレスク将軍指揮下の騎兵軍団（第5、第8騎兵旅団）司令官。独ソ戦時、黒海沿岸、後にカフカースで戦う。1943年1月、自動車化機械化兵総監に任命され、ルーマニア王立陸軍の機械化装甲戦力の再編に尽力する。同年、ブカレスト駐屯部隊(首都圏防衛部隊司令官)の指揮官に任命された。1943年11月から自動車機械化軍団司令官。1944年1月、第4軍司令官に任命され、南ウクライナ軍集団の編成下でモルドバにおいて戦った。1944年7月8日、騎士鉄十字章を受章する。
イオン・アントネスク体制打倒後、1944年8月23日、国防相に就任する。1944年から1945年まで騎兵総監。
1945年から1946年まで第3軍管区司令官、1946年から1947年まで第1軍司令官。1947年、退役。1950年、アメリカのためのスパイ容疑で逮捕され、拘留中に死去した。